# Euprosthenopsis lamorali
Euprosthenopsis lamorali là một loài nhện trong họ Pisauridae.
Loài này thuộc chi Euprosthenopsis. Euprosthenopsis lamorali được miêu tả năm 1977 bởi Blandin.